# Chad le Clos
Chad Guy Bertrand le Clos és un nedador sud-africà, campió olímpic i del món.

## Biografia
Le Clos va néixer a Durban, Sud-àfrica, de pare mauricià i de mare sudafricana. Va rebre classes a la Westville Boys' High School, matriculant-se el 2010. Va començar de ben jove a nedar, i als deu anys ja competia.
El 2010 als Jocs de la Commonwealth hi va guanyar els seus primers títols però no va arribar a la fama fins als Jocs Olímpics de Londres 2012 on va guanyar l'or als 200 metres papallona defensat per Michael Phelps. En els mateixos llocs va quedar segon en els 100 papallona
Als Mundials de Barcelona va participar en només les proves de papallona i relleus. Va aconseguir l'or en els 200 papallona i els 100 papallona on a més va batre el rècord nacional.
Al mundial de Doha va ser guardonat com millor nedador del campionat, ja que va aconseguir l'or en els 50, 100, 200 papallona i en els 200 lliures establint rècords mundials en les seves proves estrella: els 100 i 200 papallona.
Als Mundials de Kazan va aconseguir la medalla d'or als 200 m papallona i una medalla d'argent als 100 m papallona. També va participar en els 50 m papallona, on només es va aconseguir classificar per les semifinals.

## Rècords
Actualment le Clos posseeix, entre d'altres, 2 rècords del món en piscina curta i 2 rècords africans en piscina llarga
Actualitzat el 8/09/2015

### Piscina llarga
| Event          | Marca   | Campionat    | Data              | Rècord | Ref.  |
| -------------- | ------- | ------------ | ----------------- | ------ | ----- |
| 100m papallona | 50.56   | Kazan 2015   | 8 d'agost 2015    | AF     | [ 4 ] |
| 200m papallona | 1:52.96 | Londres 2012 | 31 de juliol 2012 | AF     | [ 5 ] |

### Piscina curta
| Event          | Marca   | Campionat | Data               | Rècord | Ref.   |
| -------------- | ------- | --------- | ------------------ | ------ | ------ |
| 50m papallona  | 21.95   | Doha 2014 | 6 de Desembre 2014 | CR,AF  | [ 6 ]  |
| 100m papallona | 48.44   | Doha 2014 | 1 de Desembre 2014 | WR,CR  | [ 7 ]  |
| 200m papallona | 1:48.61 | Doha 2014 | 7 de Desembre 2014 | CR,AF  | [ 8 ]  |
| 200m papallona | 1:48.56 | SWC 2013  | 5 de novembre 2013 | WR     | [ 9 ]  |
| 400m estils    | 3:59.23 | SWC 2013  | 9 de novembre 2013 | AF     | [ 10 ] |
| 4x200m lliures | 6:52.13 | Doha 2014 | 4 de Desembre 2014 | NR     | [ 11 ] |
| 4x50m estils   | 1:34.31 | Doha 2014 | 4 de Desembre 2013 | NR     | [ 12 ] |